# Cappuccetto Rosso (opera)
Cappuccetto Rosso è un'opera per bambini in due atti e tre scene di Cezar' Antonovič Kjui.

## Storia della composizione
L'opera fu composta nel 1911 ed il libretto fu scritto da una maestra, Marina Stanislavovna Pol', che si basò sulla fiaba di Charles Perrault. L'edizione a stampa del 1912 porta la dedica a Sua Altezza Imperiale Erede al Trono Zarevič Gran Principe Aleksej Nikolaevič. La data e il luogo della prima rappresentazione di quest'opera non sono noti con esattezza. Comunque, è noto che venne messa in scena nel 1921 a Homel', nell'allora Repubblica Socialista Sovietica Bielorussa, da parte di studenti del conservatorio e della scuola tecnica.

## Trama
Sebbene nominalmente l'opera sia basata sulla fiaba di Perrault, viene aggiunto un lieto fine.

### Atto I
Scena prima. Il coro introduce la storia, che è ambientata in una foresta, a lato della scena c'è il cortile della casa di Cappuccetto Rosso. Mentre la piccola Cappuccetto Rosso esce per portare un cesto di dolci appena fatti alla nonna ammalata, sua mamma la ammonisce di non perdersi nel bosco o parlare con estranei. 
Scena seconda. Una foresta spaventosa. Si sentono i boscaioli lavorare. Cappuccetto Rosso esce da dei cespugli, mentre si ferma a cogliere dei fiori viene vista dal lupo. Lungo il sentiero la ferma e le racconta di una scorciatoia per raggiungere la casa della nonna. Quando la sfida a chi arriverà prima, Cappuccetto Rosso accetta e entrambi partono in direzioni diverse, mentre i boscaioli riprendono la loro attività.

### Atto II
Il coro racconta che il lupo è a digiuno da tre giorni ed è arrivato per primo a casa della nonna. Si vede dentro la casa della nonna e fuori una radura. Il lupo, fingendo di essere Cappuccetto Rosso entra in casa e si mangia la nonna, poi prende il suo posto e aspetta la nipote. Quando Cappuccetto Rosso arriva, con molte domande esprime il suo stupore per come la nonna sembri diversa dal solito, e il lupo si mangia anche lei. Alcuni cacciatori e boscaioli, che hanno seguito il lupo, arrivano ed entrano in casa: trovano il lupo addormentato e gli tagliano la pancia per far uscire Cappuccetto Rosso e la nonna. Poi ricuciono la pancia del lupo, che si pente e ottiene il permesso di continuare a vivere nella foresta dopo aver promesso che sarà buono.